# Пехливанкёй
Пехливанкёй (тур. Pehlivanköy) — город и район в провинции Кыркларели (Турция).